# Saint-Paul-en-Pareds
Saint-Paul-en-Pareds är en kommun i departementet Vendée i regionen Pays de la Loire i västra Frankrike. Kommunen ligger i kantonen Les Herbiers som tillhör arrondissementet La Roche-sur-Yon. År 2022 hade Saint-Paul-en-Pareds 1 382 invånare.

## Befolkningsutveckling
Antalet invånare i kommunen Saint-Paul-en-Pareds
| Referens: INSEE |